# القاسم بن موسى الكاظم
القاسم بن موسى بن جعفر بن محمد بن علي بن الحسين بن علي بن أبي طالب أحد أبناء الإمام موسى الكاظم، وكان الأخير يحبّه حبّاً شديداً، حتّى أنّه أدخله في وصاياه، وقال في حقّه لأبي عُمارة: «أُخبرك يا أبا عُمارة، أنّي خرجتُ من منزلي فأوصيتُ إلى ابني فلان ـ أي علي الرضا ـ وأشركتُ معه بنيّ في الظاهر، وأوصيته في الباطن، فأفردته وحده، ولو كان الأمر إليّ لجعلتُه ـ أي أمر الإمامة ـ في القاسم ابني؛ لحبّي إيّاه ورأفتي عليه، ولكنّ ذلك إلى الله عزّ وجل، يجعله حيث يشاء» 

## نسبه الشريف
القاسم بن موسى الكاظم بن جعفر الصادق بن محمد الباقر بن علي زين العابدين بن الحسين السبط الشهيد بن أمير المؤمنين علي بن أبي طالب الهاشمي القريشي.

## هروبه من السلطة
وقصّة هروبه وردت في كتاب شجرة طوبى كالآتي: «لمّا أشتدّ غضب الرشيد جعل يقطع الأيدي من أولاد فاطمة، ويسمل في الأعين، وبنى في الأسطوانات حتّى شرّدهم في البلدان، ومن جملتهم القاسم ابن موسى بن جعفر، أخذ جانب الشرق لعلمه أنّ هناك جدّه أمير المؤمنين (سلام الله عليه)، جعل يتمشّى على شاطئ الفرات وإذا هو ببنتين تلعبان في التراب، إحديهما تقول للأُخرى: لا وحقّ الأمير صاحب بيعة يوم الغدير ما كان الأمر كذا وكذا، وتعتذر من الأُخرى، فلمّا رأى عذوبة منطقها قال لها: مَن تعنين بهذا الكلام؟
قالت: أعني الضارب بالسيفين والطاعن بالرمحين أبا الحسن والحسين علي بن أبي طالب (عليه السلام). قال لها: يا بُنية، هل لكِ أن تُرشديني إلى رئيس هذا الحي؟
قالت: نعم، إنّ أبي كبيرهم. فمشت ومشي القاسم خلفها حتّى أتت إلى بيتهم، فبقي القاسم ثلاثة أيّام بعزّ واحترام، فلمّا كان اليوم الرابع دنى القاسم من الشيخ وقال له: يا شيخ، أنا سمعت ممّن سمع من رسول الله أنّ الضيف ثلاثة، وما زاد على ذلك يأكل صدقة، وإنّي أكره أن آكل الصدقة، وإنّي أُريد أن تختار لي عملاً اشتغل فيه لئلّا يكون ما آكله صدقة.

## الأعمال التي زاولها
عندما طال مكثه عند الشيخ فقال له الشيخ: أختر لك عملاً. فقال له القاسم: اجعلني أسقي الماء في مجلسك. فبقي القاسم على هذا إلى إن كانت ذات ليلة خرج الشيخ في نصف الليل في قضاء حاجة له، فرأى القاسم صافّاً قدميه ما بين قائمٍ وقاعد وراكع وساجد، فعظم في نفسه وجعل الله محبّة القاسم في قلب الشيخ، فلمّا أصبح الصباح جمع عشيرته وقال لهم: أُريد أن أُزوّج ابنتي من هذا العبد الصالح فما تقولون؟قالوا: نِعم ما رأيت. فزوّجه من ابنته، فبقي القاسم عندهم مدّة من الزمان حتّى رزقه الله منها ابنة 

## وفاته
عندما بلغ من العمر ثلاث واربعين سنة، مرض القاسم مرضاً شديداً حتّى دنى أجله وتصرّمت أيّامه، جلس الشيخ عند رأسه يسأله عن نسبه وقال: ولدي لعلّك هاشمي؟
قال له: نعم، أنا ابن الإمام موسى بن جعفر. جعل الشيخ يلطم على رأسه وهو يقول: وا حيائي من أبيك موسى بن جعفر.
قال له: لا بأس عليك يا عمّ، إنّك أكرمتني وإنّك معنا في الجنّة، يا عم، فإذا أنا متّ فغسّلني وحنّطني وكفّني وأدفنّي، وإذا صار وقت الموسم حجّ أنت وابنتك وابنتي هذه، فإذا فرغت من مناسك الحجّ أجعل طريقك على المدينة، فإذا أتيت المدينة أنزل ابنتي على بابها، فستدرج وتمشي، فامش أنت وزوجتي خلفها حتّى تقف على باب دارٍ عالية، فتلك الدار دارنا، فتدخل البيت وليس فيها إلّا نساء، وكلّهن أرامل.
ثمّ قضى نحبه، فغسّله وحنّطه وكفّنه ودفنه، فلمّا صار وقت الحج حجّ هو وابنته وابنة القاسم، فلمّا قضوا مناسكهم جعلوا طريقهم على المدينة، فلمّا وصلوا إلى المدينة أنزلوا البنت عند بابها على الأرض، فجعلت تدرج والشيخ يمشي خلفها إلى أن وصلت إلى باب الدار، فدخلت فبقي الشيخ وابنته واقفين خلف الباب، وخرجن النساء إليها واجتمعن حولها، وقلن مَن تكونين؟ وابنة مَن؟ فلمّا قلن لها النساء: ابنة مَن تكونين؟ فلم تجبهم إلّا بالبكاء والنحيب، فعند ذلك خرجت أُمّ القاسم، فلمّا نظرت إلى شمائلها جعلت تبكي وتنادي: وا ولداه، وا قاسماه، والله هذه يتيمة ولدي القاسم، فقلن لها: من أين تعرفينها إنّها ابنة القاسم؟
قالت: نظرت إلى شمائلها لأنّها تشبه شمائل ولدي القاسم. ثمّ أخبرتهم البنت بوقوف جدّها وأُمّها على الباب، وقيل: إنّها مرضت لمّا علمت بموت ولدها، فلم تمكث إلّا ثلاثة أيّام حتّى ماتت»